# Guillaume von Luxemburg

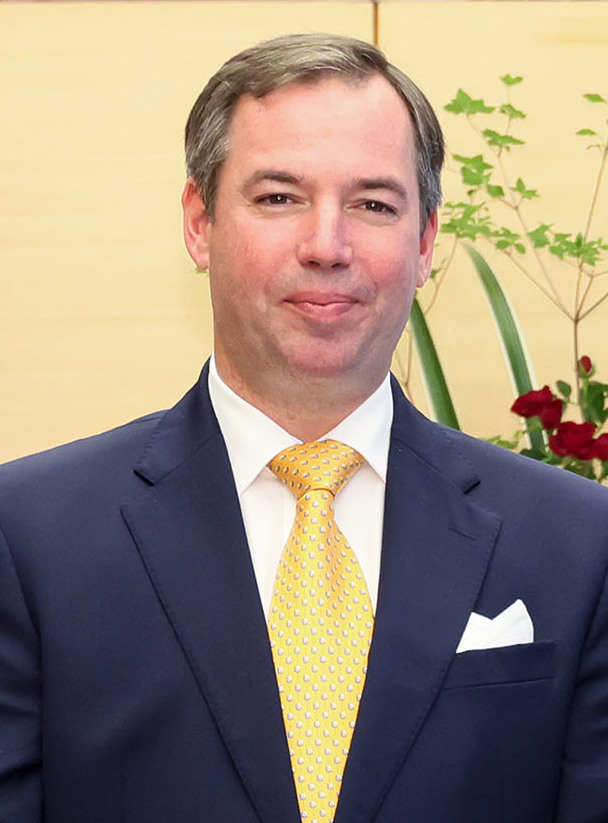
Erbgroßherzog Guillaume von Luxemburg, Herzog von Nassau

Guillaume Jean Joseph Marie von Nassau (* 11. November 1981 in Luxemburg) ist der älteste Sohn von Henri, Großherzog Luxemburgs, und Maria, Großherzogin Luxemburgs. Er trägt die Titel „Erbgroßherzog von Luxemburg“, „Erbprinz von Nassau“ und seit dem 18. Dezember 2000 auch „Prinz von Bourbon-Parma“.
Nach einer Ankündigung des Großherzogs Henri im Juni 2024 wurde sein Sohn Guillaume am 8. Oktober 2024 zum Vertreter  („Lieutenant-Représentant“) des Großherzogs bestimmt. Er wird laut Ankündigung seines Vaters in dessen Weihnachtsansprache 2024 zum 3. Oktober 2025 neuer Großherzog und damit Staatsoberhaupt Luxemburgs werden. 

## Leben
| Luxemburger Großherzogsfamilie |
| --- |
| |
| SKH Großherzog Henri IKH Großherzogin Maria Teresa - SKH Erbgroßherzog Guillaume IKH Erbgroßherzogin Stéphanie - SKH Prinz Charles - SKH Prinz François - SKH Prinz Félix IKH Prinzessin Claire - IKH Prinzessin Amalia - SKH Prinz Liam - SKH Prinz Balthasar - SKH Prinz Louis - SKH Prinz Gabriel - SKH Prinz Noah - IKH Prinzessin Alexandra - Victoire Bagory - SKH Prinz Sébastien |
| - IKKH Prinzessin Marie-Astrid - SKH Prinz Jean IKH Prinzessin Diane - IKH Prinzessin Margaretha - SKH Prinz Guillaume IKH Prinzessin Sibilla |
| - IKH Prinzessin Joan |

### Kindheit und Ausbildung
Prinz Guillaume wurde am 11. November 1981 in Luxemburg als erstes von fünf Kindern des Großherzogs Henri und dessen Frau Maria Teresa geboren. Nach seiner Grundschulzeit besuchte der Prinz das Gymnasium Robert Schuman (Lycée Robert Schuman) in Luxemburg bis zur achten Klasse und wechselte dann auf das Collège Alpin International Beau Soleil in der Schweiz, wo er im Jahr 2001 das französische Abitur ablegte.
Danach absolvierte der Prinz eine einjährige militärische Ausbildung an der Militärakademie Sandhurst in Großbritannien. 2002 begann er ein Studium der Politik und Geschichte an der University of Durham in Großbritannien. Im September 2005 wechselte er an die Brunel University in London (Internationale Politik). Im Juni 2009 schloss er sein Studium der Politischen Wissenschaften an der Universität von Angers, Frankreich erfolgreich ab.

### Ehe und Familie
Am 28. April 2012 verlobte sich der Erbgroßherzog mit der belgischen Gräfin Stéphanie de Lannoy. Die standesamtliche Trauung fand am 19. Oktober 2012 statt, die kirchliche Eheschließung am darauffolgenden Tag in der Kathedrale unserer lieben Frau  unter Assistenz von Erzbischof Jean-Claude Hollerich.
Das erste Kind des Erbgroßherzogspaares wurde am 10. Mai 2020 in Luxemburg-Stadt geboren. Es erhielt den Namen Charles Jean Philippe Joseph Marie Guillaume. Am 27. März 2023 folgte das zweite Kind des Erbgroßherzogpaares, Prinz François Henri Luis Marie Guillaume.

## Aufgaben und Interessen
Seit seiner Ernennung zum Erbgroßherzog am 18. Dezember 2000 nimmt Prinz Guillaume immer öfter an offiziellen Anlässen teil. Mitglied des luxemburgischen Staatsrates war er vom 24. Juni 2005 bis zum 8. Oktober 2024. Für Barrierefreiheit engagierte er sich bei der „Fondation Kräizbierg“ von 2000 bis 2012 als Präsident, anschließend als Ehrenpräsident. Als Schirmherr fungiert er für die Zentrale der Jugendherbergen, das Jugendharmonieorchester der Europäischen Union und den Luxemburger Radsportverband. Durch einen großherzoglichen Erlass wurde Erbgroßherzog Guillaume zum Oberstleutnant der Armee ernannt. Er spricht fließend Luxemburgisch, Deutsch, Französisch und Englisch sowie Spanisch.

## Orden und Ehrungen

### Orden
| Jahr | Staat       | Orden/Ehrenzeichen                                       |
| ---- | ----------- | -------------------------------------------------------- |
| ?    | Luxemburg   | Ritter des Nassauischen Hausordens vom Goldenen Löwen    |
| 1981 | Luxemburg   | Großkreuz des Ordens von Adolph von Nassau               |
| 2005 | Slowakei    | Orden des Weißen Doppelkreuzes 2. Klasse                 |
| 2009 | Italien     | Großkreuz des Verdienstordens der Italienischen Republik |
| 2012 | Luxemburg   | Großkreuz des Ordens der Eichenkrone                     |
| 2012 | Niederlande | Großkreuz des Ordens von Oranien-Nassau                  |

### Gedenkmünzen
Erbgroßherzog Guillaume wurde bereits zweimal durch den Luxemburger Staat mit Gedenkmünzen geehrt. Die erste erschien 2006 anlässlich seines 25. Geburtstags, die andere zu seiner Hochzeit im Jahr 2012.

2-Euro-Gedenkmünze zum 25. Geburtstag von Erbgroßherzog Guillaume
2-Euro-Gedenkmünze zur Hochzeit von Erbgroßherzog Guillaume
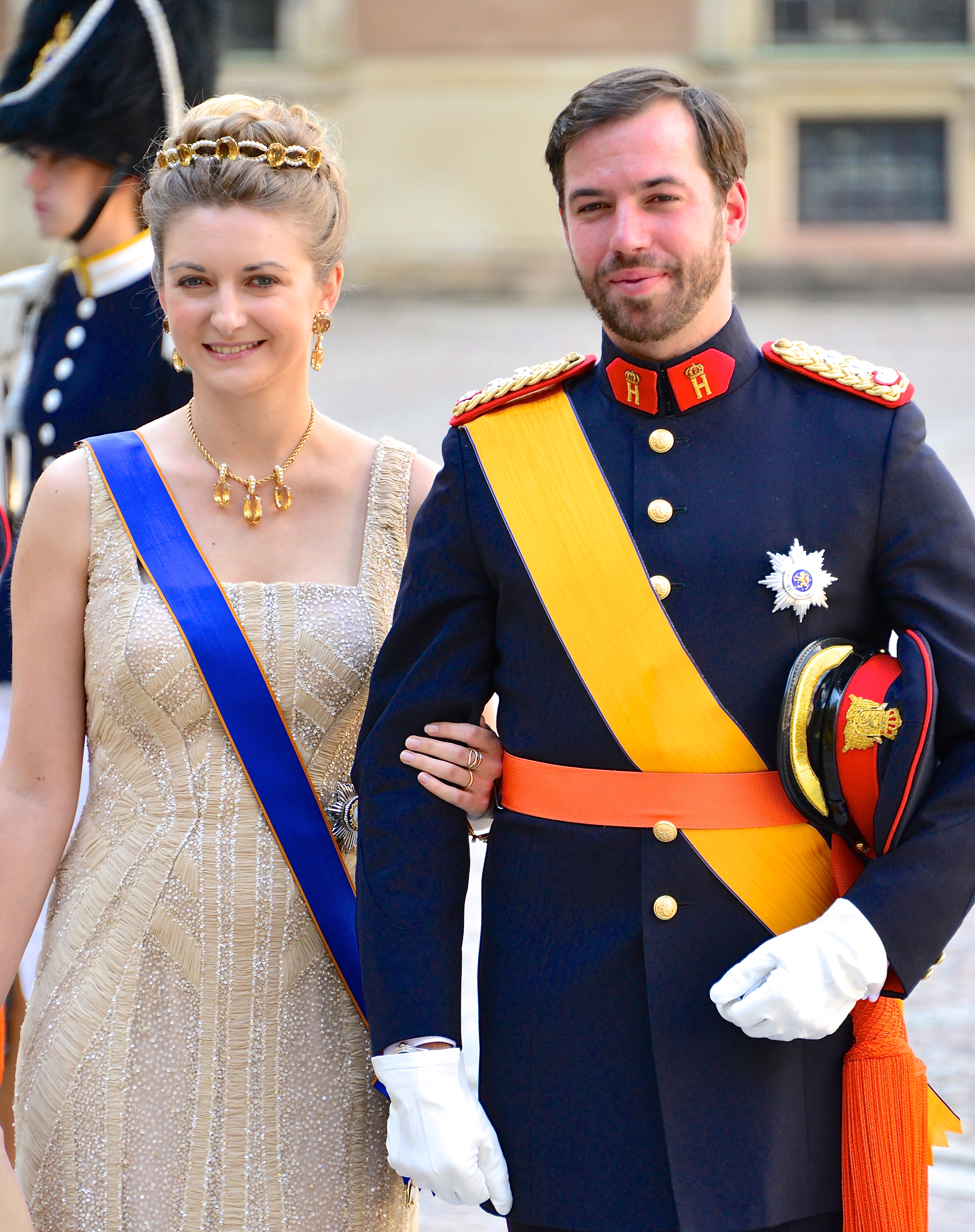
Guillaume und Stéphanie von Luxemburg

## Vorfahren
| Ahnentafel Erbgroßherzog Guillaume von Luxemburg | Ahnentafel Erbgroßherzog Guillaume von Luxemburg                                            | Ahnentafel Erbgroßherzog Guillaume von Luxemburg                                          | Ahnentafel Erbgroßherzog Guillaume von Luxemburg                                               | Ahnentafel Erbgroßherzog Guillaume von Luxemburg                                                                            | Ahnentafel Erbgroßherzog Guillaume von Luxemburg                      | Ahnentafel Erbgroßherzog Guillaume von Luxemburg                      | Ahnentafel Erbgroßherzog Guillaume von Luxemburg                     | Ahnentafel Erbgroßherzog Guillaume von Luxemburg                     |
| ------------------------------------------------ | ------------------------------------------------------------------------------------------- | ----------------------------------------------------------------------------------------- | ---------------------------------------------------------------------------------------------- | --- | --------------------------------------------------------------------- | --------------------------------------------------------------------- | -------------------------------------------------------------------- | -------------------------------------------------------------------- |
| Ururgroßeltern                                   | Herzog Robert I. (Parma) (1848–1907) ⚭ 1884 Infantin Maria Antonia von Portugal (1862–1959) | Großherzog Wilhelm IV. (1852–1912) ⚭ 1893 Infantin Maria Anna von Portugal (1861–1942)    | König Albert I. (Belgien) (1875–1934) ⚭ 1900 Herzogin Elisabeth Gabriele in Bayern (1876–1965) | Prinz Carl von Schweden, Herzog von Västergötland (1861–1951) ⚭ 1897 Prinzessin Ingeborg Charlotte von Dänemark (1878–1958) | Francisco Mestre ⚭ 1894 Matilde Ramos-Almeyda                         | Lucas Alvarez (1868–1940) ⚭ 1895 Narcisa Tabió (1878–1942)            | Melchior Batista (1859–1932) ⚭ 1883 Julia González (1860–1934)       | Laureano Falla (1859–1929) ⚭ 1889 Maria Dolores Bonet (1863–1949)    |
| Urgroßeltern                                     | Prinz Felix von Bourbon-Parma (1893–1970) ⚭ 1919 Großherzogin Charlotte (1896–1985)         | Prinz Felix von Bourbon-Parma (1893–1970) ⚭ 1919 Großherzogin Charlotte (1896–1985)       | König Leopold III. (Belgien) (1901–1983) ⚭ 1926 Prinzessin Astrid von Schweden (1905–1935)     | König Leopold III. (Belgien) (1901–1983) ⚭ 1926 Prinzessin Astrid von Schweden (1905–1935)                                  | Jose Antonio Mastre (1897–1961) ⚭ 1924 Maria Narcisa Alvarez (1899–?) | Jose Antonio Mastre (1897–1961) ⚭ 1924 Maria Narcisa Alvarez (1899–?) | Augustin Batista (1899–1968) ⚭ 1926 Maria Teresa Falla (1898–1973)   | Augustin Batista (1899–1968) ⚭ 1926 Maria Teresa Falla (1898–1973)   |
| Großeltern                                       | Großherzog Jean (1921–2019) ⚭ 1953 Prinzessin Joséphine Charlotte von Belgien (1927–2005)   | Großherzog Jean (1921–2019) ⚭ 1953 Prinzessin Joséphine Charlotte von Belgien (1927–2005) | Großherzog Jean (1921–2019) ⚭ 1953 Prinzessin Joséphine Charlotte von Belgien (1927–2005)      | Großherzog Jean (1921–2019) ⚭ 1953 Prinzessin Joséphine Charlotte von Belgien (1927–2005)                                   | José Antonio Mestre (* 1926) ⚭ 1951 Maria Teresa Batista (1928–1988)  | José Antonio Mestre (* 1926) ⚭ 1951 Maria Teresa Batista (1928–1988)  | José Antonio Mestre (* 1926) ⚭ 1951 Maria Teresa Batista (1928–1988) | José Antonio Mestre (* 1926) ⚭ 1951 Maria Teresa Batista (1928–1988) |
| Eltern                                           | Großherzog Henri (* 1955) ⚭ 1981 María Teresa Mestre (* 1956)                               | Großherzog Henri (* 1955) ⚭ 1981 María Teresa Mestre (* 1956)                             | Großherzog Henri (* 1955) ⚭ 1981 María Teresa Mestre (* 1956)                                  | Großherzog Henri (* 1955) ⚭ 1981 María Teresa Mestre (* 1956)                                                               | Großherzog Henri (* 1955) ⚭ 1981 María Teresa Mestre (* 1956)         | Großherzog Henri (* 1955) ⚭ 1981 María Teresa Mestre (* 1956)         | Großherzog Henri (* 1955) ⚭ 1981 María Teresa Mestre (* 1956)        | Großherzog Henri (* 1955) ⚭ 1981 María Teresa Mestre (* 1956)        |
| Guillaume Jean Joseph Marie von Nassau (* 1981)  |                                                                                             |                                                                                           |                                                                                                | |                                                                       |                                                                       |                                                                      |                                                                      |